# 弗朗索瓦·德·蒙莫朗西

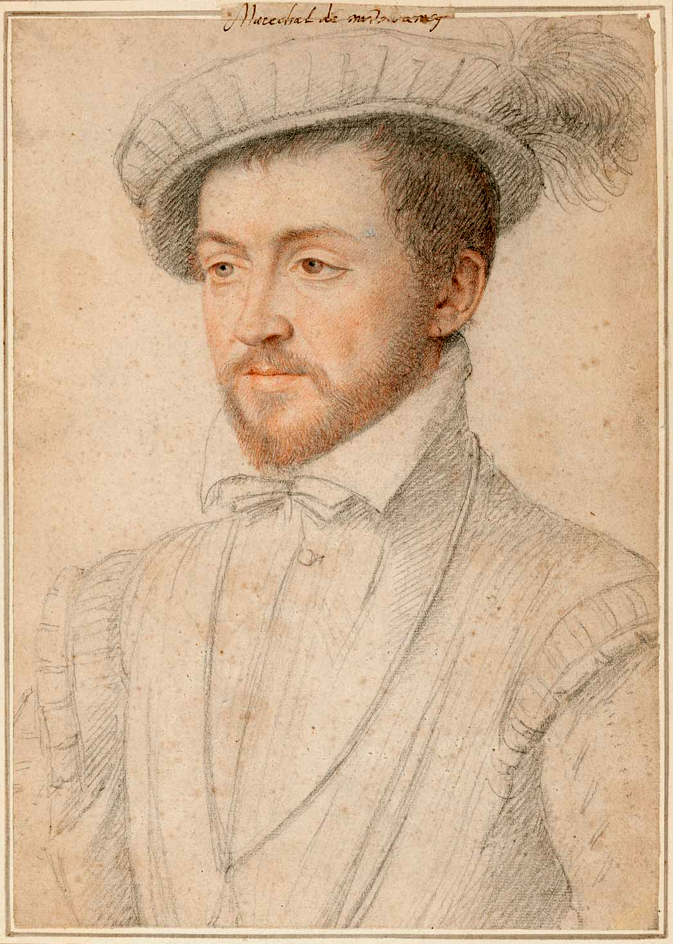
蒙莫朗西肖像绘图, François Clouet学校

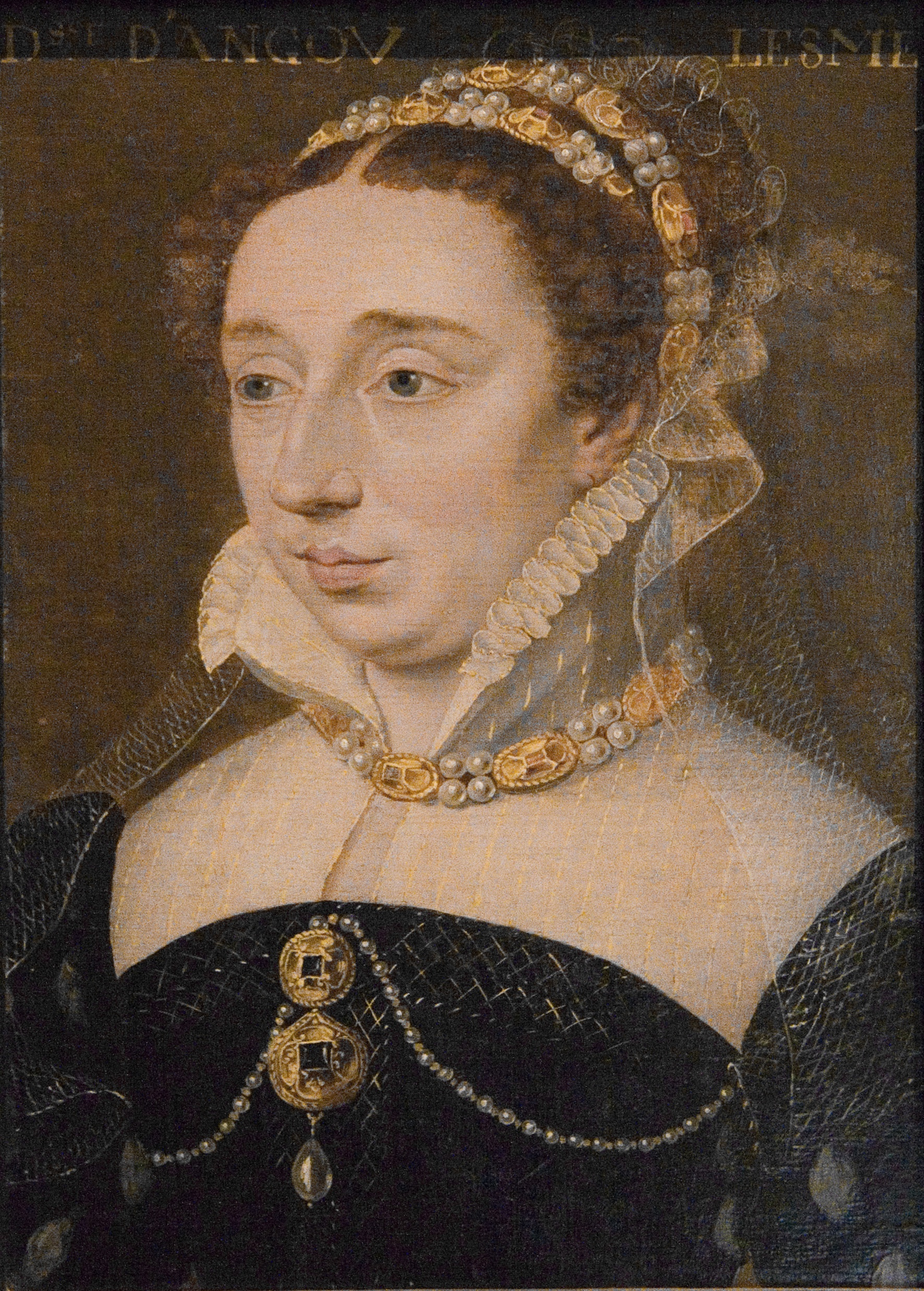
戴安娜·德·法兰西

法蘭索瓦，第二代蒙莫朗西公爵（François, Duc de Montmorency，1530年6月17日—1579年5月6日）第一代蒙莫朗西公爵安内长子。法国宗教战争期间天主教温和派的领袖。
他的头衔有蒙莫朗西公爵、丹马当伯爵（Count of Dammartin）、夏多布里昂男爵（Baron of Chateaubriant）和亚当岛勋爵（Lord of L'Isle-Adam）。此外，還有法国骑士团大团长（grand master）和法兰西世卿（Peerage of France）。

## 生平
弗朗索瓦1551年参加皮埃蒙特战役，1552年参加当维尔（Damvillers）和Ivoy战役，1553年5月30日在泰鲁阿讷镇（Thérouanne）英勇抵抗神圣罗马帝国皇帝查理五世军队，最后被俘。获释后被授为骑士，1556年担任法兰西岛总督。后被派往援助教皇保罗六世，1557年8月10日参加了圣康坦战役（Battle of Saint-Quentin），在皮卡第抵抗西班牙的攻击并解除了加来的包围。亨利二世国王派他出使英国女王伊莉莎白一世，让她承诺遵守卡托-康布雷西和平条约（Cateau-Cambrésis）。
亨利二世死后，他接受了骑士团大团长的职位，1559年被授予法国元帅。
1557年他与亨利二世的私生女儿戴安娜·德·法兰西结婚。
1560年他参加了在奥尔良举行的法国三级会议（Estates-General），宗教战争发生后，他身为天主教徒，1562年12月19日参加德勒战役（battle of Dreux），攻占了勒阿弗尔港。1567年11月10日参加圣但尼战役（battle of Saint-Denis），在此役中他的父亲安内受重伤死亡，他因此继承其父成为蒙莫朗西公爵。
繼任為蒙莫朗西公爵后，弗朗索瓦与吉斯的亨利的矛盾持續加深。他与表兄—身為新教胡格诺派领袖科利尼海军上将友善，遂出任天主教的温和派（被稱為「政治家」集團）领袖。為了與吉斯家族對抗，他在1560年代末與科利尼組成聯合陣線，一同計畫讓法國出兵尼德蘭地區，打擊宿敵西班牙，藉此化解法國內部新、舊教的敵對情緒，團結向外發展。
1570年他於巴黎进行圣日耳曼和平条约的谈判，在艱困的條件下，他與科利尼協力讓胡格諾派獲得一定的信仰權利。1572年被派往英国和伊莉莎白一世签署一个联盟条约，在那里他被授予嘉德勋章荣誉骑士勋位。他還協助科利尼在宮廷中的勢力發展，讓科利尼成為國王查理九世最信任倚賴的大臣，以及宮廷中最有權力的男人（據說查理九世還在私下稱科利尼為父親）；科利尼因此受到宮廷中最有權力的女人——王太后凱瑟琳·德·美第奇的忌恨。
在法国，隨著天主教激進派的勢力加強，温和派的弗朗索瓦比以往更不受欢迎：較多的天主教徒，反對打擊西班牙的計畫，不願為了支援新教的尼德蘭叛軍，而攻打同是天主教的西班牙。他离开巴黎几天后，无法控制的巴黎反叛者最终引发了圣巴托洛缪大屠杀，大屠杀后他小心翼翼将他的表兄科利尼海军上将的尸体从木架上取下（大屠杀中科利尼被杀死后挂在蒙福孔）。
1574年查理九世任命他为议员，但他与吉斯的亨利的仇恨使他不得不又离开。其後，他与國王的弟弟安茹公爵法蘭索瓦参与“第三党”（"Third Party"），策劃扶持安茹公爵登上王位，取代新任國王亨利三世。但是精明而狡诈的宮廷主政者──凯瑟琳太后早已暗中有了提防，於是在1574年5月，弗朗索瓦和科塞-布里萨克元帅一同被捕入巴士底狱。因為其弟當維爾公爵亨利（任朗格多克省总督十多年）擁兵自重，威胁王室若自己的哥哥有任何闪失，他就要进军巴黎，故凱薩琳與亨利三世也不敢將他定罪，但仍監禁打壓。
1576年国王亨利三世為了瓦解“第三党”與胡格諾派的聯合反抗，藉口发现弗朗索瓦在议会的记录有證明他清白的證據，正式宣稱他是无辜的，於是他在《大亲王和约》签订前被释放。1579年5月6日死于埃库昂城堡（Castle of Écouen），弟弟當維爾公爵亨利繼承為蒙莫朗西公爵。